# マイアミ市長
マイアミ市長（英語：Mayor of Miami）は、アメリカ合衆国のフロリダ州マイアミの市長である。
| 任期            | 市長                           |
| --------------- | ------------------------------ |
| 1896年 - 1900年 | ジョン・B・ライリー            |
| 1900年 - 1903年 | J・E・リーマス                 |
| 1903年 - 1907年 | ジョン・シーウェル             |
| 1907年 - 1911年 | F・H・ウォートン               |
| 1911年 - 1912年 | サミュエル・ロッドマン・スミス |
| 1912年 - 1913年 | J・W・ワトソン・シニア（代理） |
| 1913年 - 1915年 | J・W・ワトソン・シニア         |
| 1915年 - 1917年 | P・A・ヘンダーソン             |
| 1917年 - 1919年 | J・W・ワトソン・シニア         |
| 1919年 - 1921年 | W・P・スミス                   |
| 1921年 - 1923年 | C・D・レフラー                 |
| 1923年 - 1925年 | P・A・ヘンダーソン             |
| 1925年 - 1927年 | エドワード・C・ロムフ          |
| 1927年 - 1929年 | E・G・シーウェル               |
| 1929年 - 1931年 | C・H・リーダー                 |
| 1931年 - 1933年 | R・B・ゴーティエ               |
| 1933年 - 1935年 | E・G・シーウェル               |
| 1935年 - 1937年 | A・D・H・フォッシー            |
| 1937年 - 1939年 | ロバート・R・ウィリアムズ      |
| 1939年 - 1940年 | E・G・シーウェル               |
| 1940年 - 1941年 | アレクサンダー・オア・ジュニア |
| 1941年 - 1943年 | C・H・リーダー                 |
| 1943年 - 1945年 | レオナルド・K・トムソン        |
| 1945年 - 1947年 | ペリン・パーマー・ジュニア     |
| 1947年 - 1949年 | ロバート・L・フロイド          |
| 1949年 - 1951年 | ウィリアム・M・ウォルファース  |
| 1951年 - 1953年 | チェルシー・J・セネルキア      |
| 1953年 - 1955年 | アベ・アロノヴィッツ           |
| 1955年 - 1957年 | ランディ・クリスマス           |
| 1957年 - 1967年 | ロバート・キング・ハイ         |
| 1967年 - 1970年 | スティーヴン・クラーク         |
| 1970年 - 1973年 | デイヴィッド・トマス・ケネディ |
| 1973年          | モーリス・フェレ               |
| 1973年          | デイヴィッド・トマス・ケネディ |
| 1973年 - 1985年 | モーリス・フェレ               |
| 1985年 - 1993年 | ザヴィア・スアレズ             |
| 1993年 - 1996年 | スティーヴン・クラーク         |
| 1996年          | ウィリー・ゴート（代理）       |
| 1996年 - 1997年 | ジョー・カロロ                 |
| 1997年 - 1998年 | ザヴィア・スアレズ             |
| 1998年 - 2001年 | ジョー・カロロ                 |
| 2001年 - 2009年 | マニー・ディアス               |
| 2009年 - 2017年 | トマス・レガラド               |
| 2017年 -        | フランシス・X・スアレス        |